# Al-Sayyal
Al-Sayyal (tiếng Ả Rập: السيال) là một thị trấn của Syria nằm ở quận Abu Kamal, Deir ez-Zor. Theo Cục Thống kê Trung ương Syria (CBS), Al-Sayyal có dân số 14.392 trong cuộc điều tra dân số năm 2004. Al Sayyal đã bị Quân đội Ả Rập Syria bắt giữ vào ngày 6 tháng 12 năm 2017 từ ISIS.